# Banu Abedal Cais
Banu Abedal ou Abedul Cais (em árabe: بنو عبد القيس; romaniz.: Banu Abdul Qays) foram uma antiga tribo árabe do ramo dos rebiaítas das tribos do norte da Arábia (adenanitas). Habitavam a costa da Arábia Oriental, de Alhaça ao Omã, e a ilha de Barém. Em tempos pré-islâmicos, faziam incursões frequentes na Pérsia. Quando atingiu a maioridade, o xá Sapor II (r. 309–379) dedicou-se a puni-los. Liderou um exército no Golfo Pérsico e devastou grandes partes da Arábia Oriental e Síria, massacrando a maioria deles, e deportou vários à província da Carmânia. Durante a conquista do Império Sassânida, migraram à Pérsia em grande número e realizaram incursões extensas no sul do país. Vários grupos deles se estabeleceram em Tavaz, perto de Dalaqui. No início do século VIII, 4 000 guerreiros acompanharam Cutaiba ibne Muslim em suas campanhas no Coração.